# Medurat Ha-Shevet
Medurat Ha-Shevet (hebreu: מדורת השבט‎, Camp de foc tribal) és una pel·lícula de 2004 de l'Israel escrit i dirigit per Joseph Cedar. Ambientada l'any 1981, la pel·lícula se centra en una dona que busca unir-se a un assentament israelià a Cisjordània, malgrat les protestes de les seves filles adolescents.
La pel·lícula es va estrenar al 54è Festival Internacional de Cinema de Berlín el febrer de 2004. La pel·lícula va guanyar cinc Premis de l'Acadèmia Israeliana i va ser seleccionada per la presentació oficial d'Israel per als Premis Oscar de 2004 a la categoria de Millor pel·lícula en llengua estrangera (però no va obtenir la nominació). La pel·lícula va tenir una bona acollida a Israel, els Estats Units i a festivals internacionals de cinema.

## Argument
La història d'una jove vídua, mare de dues belles filles adolescents, que vol unir-se al grup fundador d'un nou assentament de jueus religiosos a Cisjordània, però abans ha de convèncer el comitè d'acceptació que és digna. Les coses es compliquen quan la filla petita és abusada sexualment per nois del seu moviment juvenil.

## Reparatimentt
- Michaela Eshet com a Rachel Gerlik
- Hani Furstenberg com a Tami Gerlik
- Maya Maron com Esti Gerlik
- Moshe Ivgy com a Yossi
- Assí Dayan com a Motkeh
- Oshri Cohen com a Rafi
- Yehoram Gaon com a Moshe Weinstock
- Yehuda Levi יהודה לוי com a Yoel
- Avi Grainik com a Oded
- Idit Teperson עידיט טפרסון com a Shula (com a Edith Teperson)
- Itay Turgeman איתי תורג'מן com a Gozlan
- Barak Lizork com a Yaniv
- Danny Zahavi com a Ilan
- he com a Inbal
- Ofer Seker com a Yair

## Premis
Hani Furstenberg va rebre el Premi a la millor interpretació femenina a la XXVI edició de la Mostra de València.